# 犁齒龍鰧
犁齒龍鰧，為輻鰭魚綱鱸形目南極魚亞目淵龍鰧科的其中一種，分布於南冰洋的威德爾海與羅斯海海域，屬底棲性魚類，棲息深度在水深500至813公尺，體長可達22公分。